# Tuer un tigre
Pour plus de détails, voir Fiche technique et Distribution.
Tuer un tigre (To Kill a Tiger) est un film canadien réalisé par Nisha Pahuja (en), sorti en 2022.

## Synopsis
Le film suit le combat pour la justice d'une famille de Jharkhand en Inde dont la fille adolescente a été victime de viol collectif,.

## Fiche technique
- Titre : Tuer un tigre
- Réalisation : Nisha Pahuja (en)
- Scénario : Nisha Pahuja
- Musique : Jonathan Goldsmith
- Photographie : Mrinal Desai
- Montage : David Kazala et Mike Munn
- Production : David Oppenheim
- Société de production : Notice Pictures, Office national du film du Canada, AC Films, Minor Realm et ShivHans Pictures
- Pays :  Canada
- Genre : Documentaire
- Durée : 125 minutes
- Dates de sortie : 
  -  Canada : 2022 (Festival international du film de Toronto), 10 février 2023

## Distinctions
Choisi comme meilleur film canadien et nommé au Canada's Top Ten (en) suite de sa première mondiale au Festival international du film de Toronto 2022,. 
Gagnant de trois prix, dont celui du meilleur long métrage documentaire (en) aux 11e Prix Écrans canadiens. 
La Guilde canadienne des réalisateurs décerne son DGC Allan King Award for Best Documentary Film (en). 
Le film a été nommé à l'Oscar du meilleur film documentaire.